# Ектон (Лондон)
Ектон, або Актон (англ. Acton) — район на заході Лондона, що входить до складу адміністративного округу (боро) Ілінг. Ектон лежить в 10 км на захід від Чарінг-кросса в історичному графстві Міддлсекс.
Назва походить від давньоанглійських слів āc (дуб) і tūn (закритий сад, огородження), що означає «сад або поле, огороджене дубами».
Ектон складається з кількох частин: Норт-Ектон, Вест-Ектон, Іст-Ектон, Саут-Ектон, Ектон-Грін, Ектон-Таун, Ектон-Вейл та Ектон-Сентрал.
За переписом 2011 року в Ектоні мешкали 62 480 жителів.

## Галерея

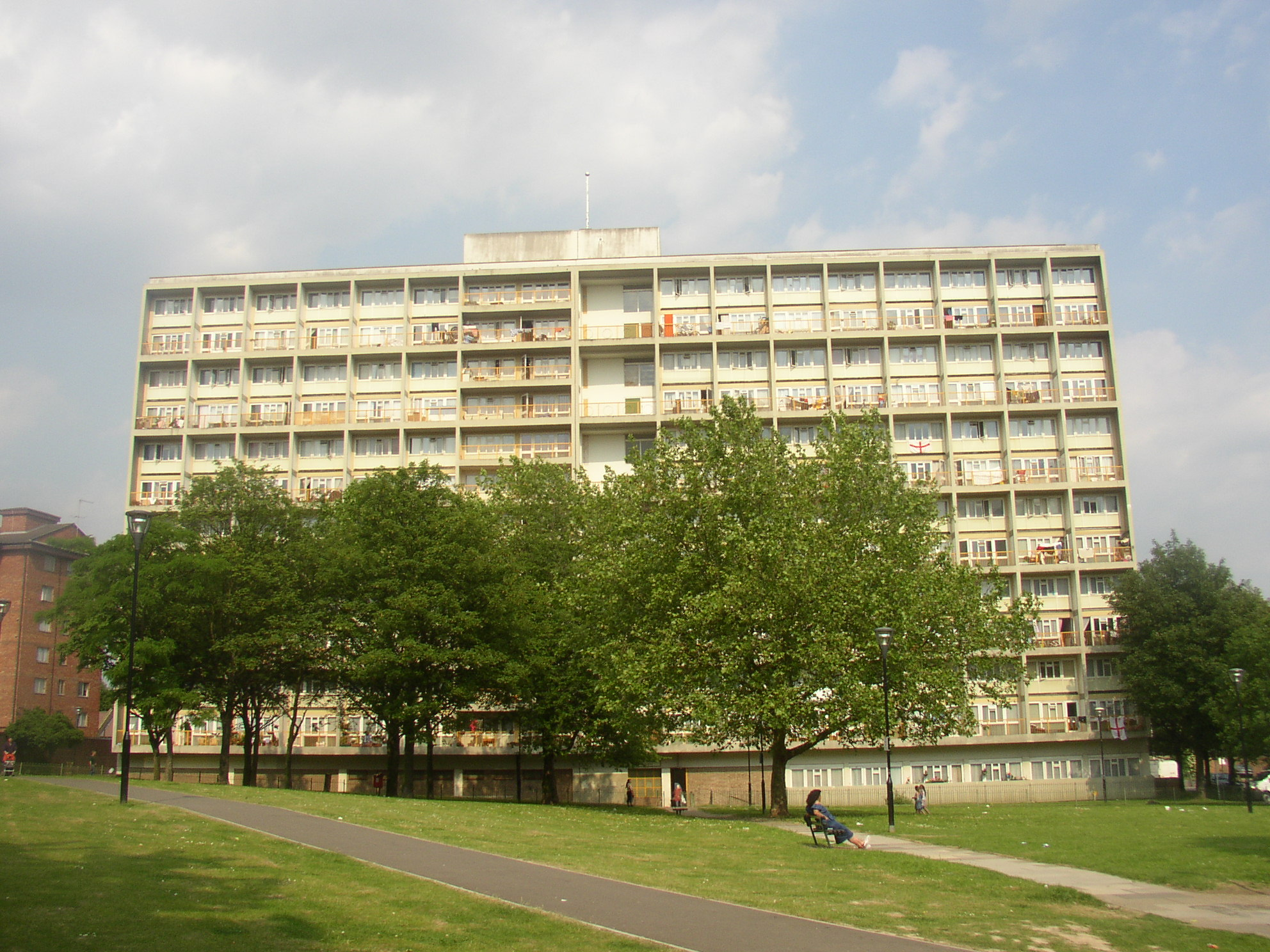
Барвік-гаус
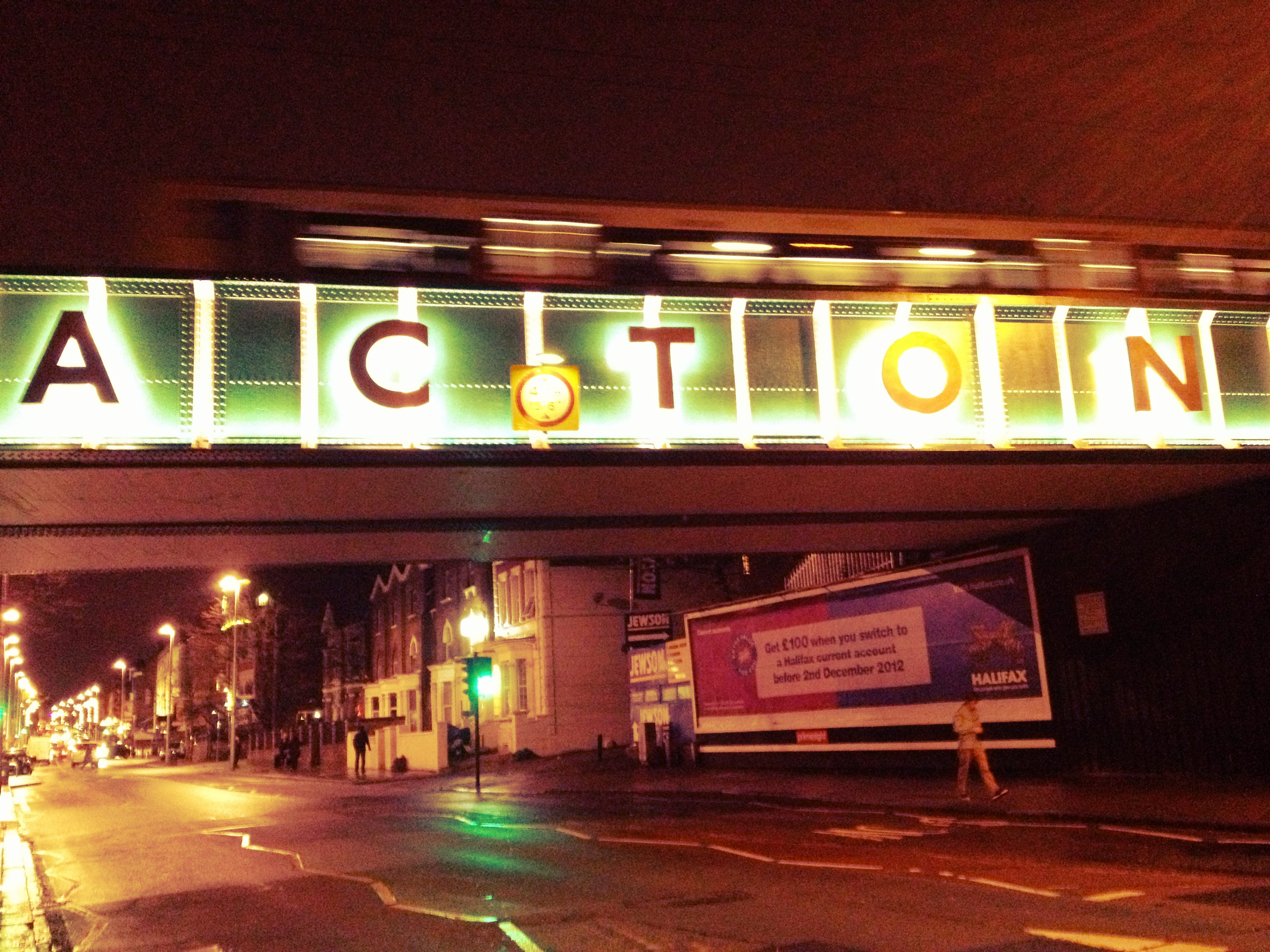
Ектон уночі. Залізничний міст через Ектон-Гай-стріт
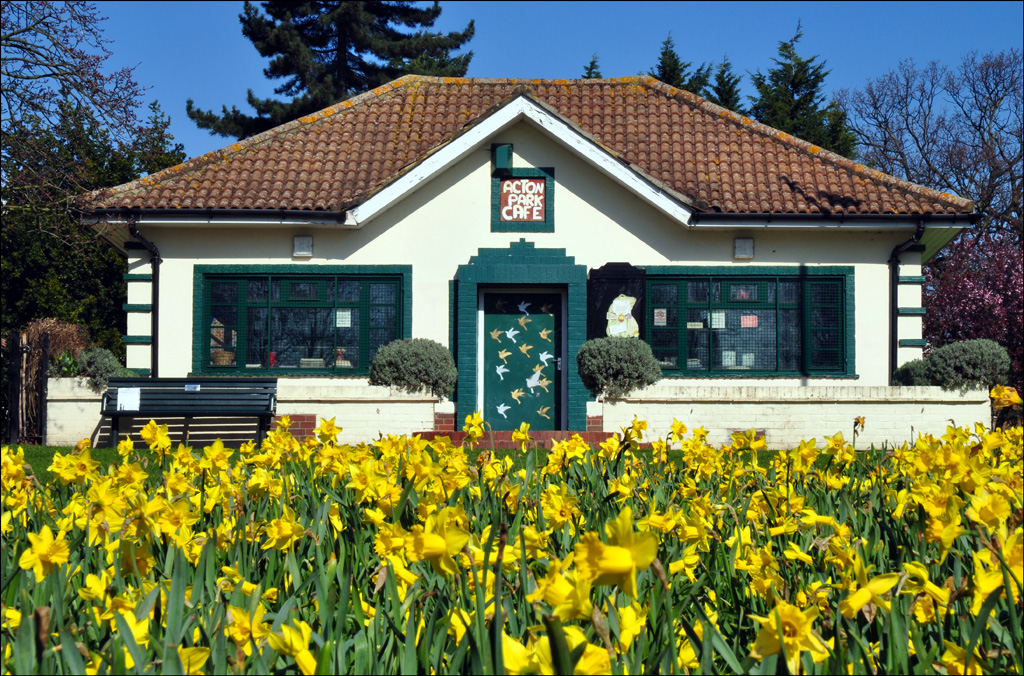
Кав’ярня в Ектон-парку